# Memorial de Guerra Francês (Puducherry)

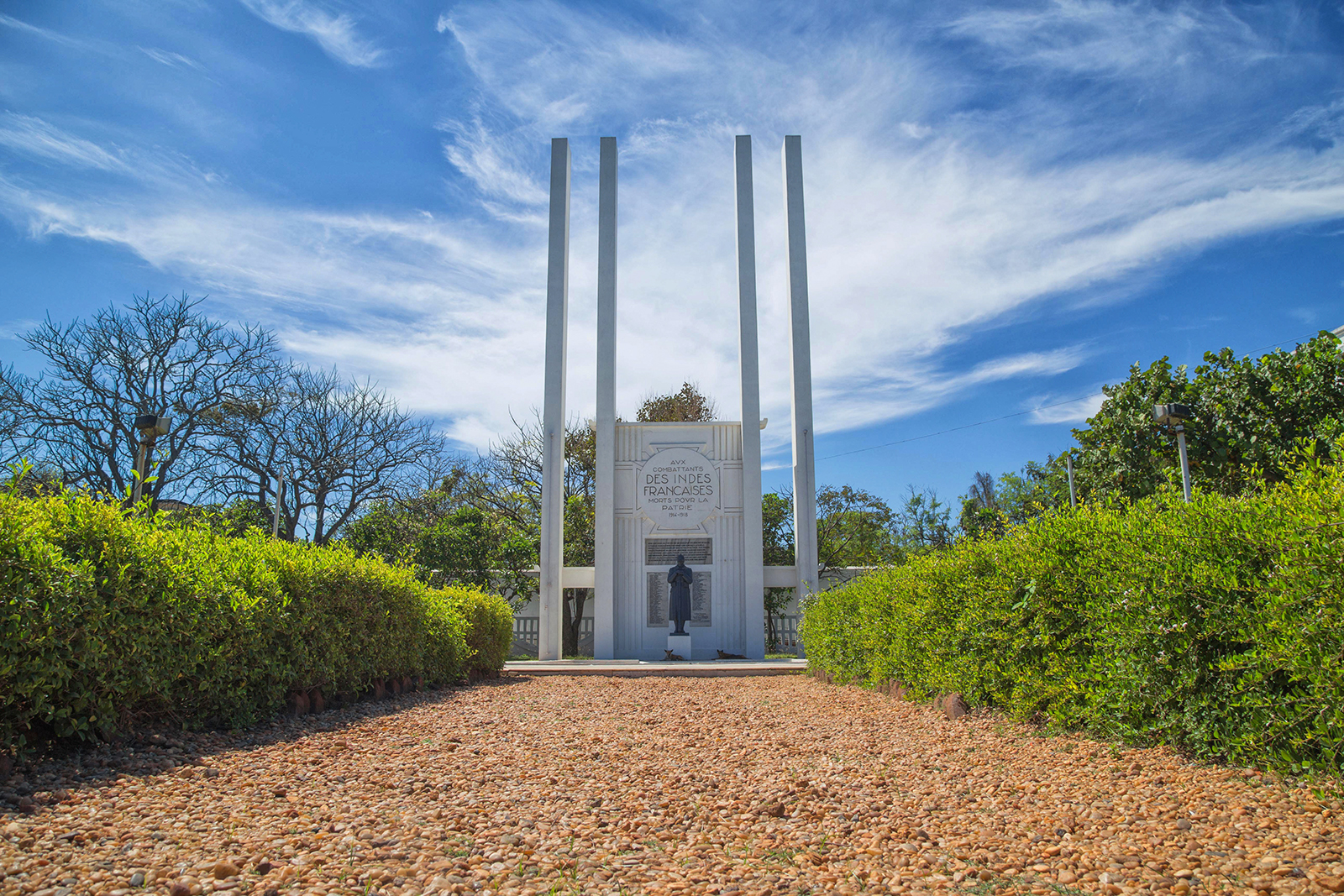
Vista do memorial

O Memorial de Guerra Francês em Puducherry, na Índia (francês : "Monument aux combattants des Indes françaises morts pour la patrie") é um memorial de guerra dedicado aos residentes da Índia Francesa que morreram pelo país durante a Primeira Guerra Mundial. Está localizado na Avenida Goubert, em Pondicherry, de frente para uma estátua de Gandhi.

## Contexto
A França decidiu, em 1915, reforçar o seu exército com recrutas das suas possessões asiáticas; uma campanha de recrutamento foi lançada em dezembro de 1915. "A Índia está em dívida para com a França em formas diferentes, agora é o dever de cada indiano ficar com a França durante este período de adversidade (...) A França nunca vai esquecer aqueles que vieram com ela durante estes tempos difíceis. Eles serão tratados como os seus próprios filhos. Obrigado por se juntarem ao exército francês." -a partir de um comunicado, durante este período, por Alfred Martineau, o governador da Índia Francesa. Pondicherry viria a oferecer 800 recrutas, enviar 500 combatentes para o ultramar, e teria mais tarde 75 óbitos dentro deste grupo.

## História
O monumento foi construído em 1937 e inaugurado em 3 de abril de 1938 pelo governador Crocicchia.
Um subsídio de 5.000 rupias foi inserido no orçamento colonial e foi concedido "para o comité designado pelo decreto de 14 de janeiro de 1936, para a construção de um monumento em memória dos habitantes da Índia Francesa que morreram e nome da França durante a guerra de 1914-1918." Ele foi projectado pelo escultor Gaston Petit e um arquitecto chamado Delafon.
Uma placa de bronze lista os nomes dos soldados que morreram durante a Primeira Guerra Mundial. Mais placas foram adicionados, listando os nomes dos soldados que morreram durante a Segunda Guerra Mundial, a Guerra Francês na Indochina e a Guerra da Argélia. O monumento continua a ser propriedade da França.
O memorial é decorado e iluminado anualmente no Dia da Bastilha (14 de julho), em honra dos soldados da colónia, que tomaram parte na Primeira Guerra Mundial. Funcionários do governo francês visitam o memorial em diversas ocasiões e deixam flores ao pé do monumento. "Dia da Defesa e da Cidadania" é realizada todos os meses de novembro, oferecendo aos alunos do Lycée français de Pondichéry e outras escolas locais a oportunidade de assistir a apresentações sobre os direitos e deveres do cidadão francês, seguido por apresentações de defesa nacional. Eles, então, assistem a uma cerimónia no memorial no dia 11 de novembro para celebrar o fim da Primeira Guerra Mundial.